# Luftnummer
Als Luftnummer wird ursprünglich eine akrobatische Darbietung bezeichnet, die in der Luft ausgeführt wird (z. B. ein Trapezakt).
Umgangssprachlich wird Luftnummer auch im übertragenen Sinne verwendet: als Bezeichnung für eine unrealistische, unwahre oder unwichtige Behauptung (hierfür wird auch die Redewendung heiße Luft verwendet) oder – häufiger – als Bezeichnung für ein unseriöses, substanzloses oder ergebnisloses Projekt oder Unternehmen.
Die übertragenen Bedeutungen (etwa „Schaumschlägerei“, „Taschenspielertrick“ oder „fehlgeschlagene Aktion“) entstanden unter dem Einfluss des buchhalterischen Begriffs Luftbuchung.